# Cacopsylla kananaskensis
Cacopsylla kananaskensis är en insektsart som först beskrevs av Hodkinson 1976.  Cacopsylla kananaskensis ingår i släktet Cacopsylla och familjen rundbladloppor. Inga underarter finns listade i Catalogue of Life.